# Distretto di Qianshan
Il distretto di Qianshan (千山区S, Qiānshān QūP) è un distretto della Cina, situato nella provincia di Liaoning e amministrato dalla prefettura di Anshan.